# Antonio de San Martín y Burgoa
Antonio de San Martín y Burgoa, presbítero y escritor español nacido en Lequeitio (Bizkaia). Miembro de la Real Sociedad Bascongada de los Amigos del País, en 1776 fue nombrado "maestro principal" de la Escuela Provisional creada por dicha sociedad, ejerciendo como maestro de Física experimental. Además, fue fundador y primer director del Seminario de Nobles de Vergara.
En 1791, publicó en Madrid El labrador Vascongado o Antiguo agricultor español, que, como el sutbtítulo detalla, es una "Demostración de las mejoras de que es susceptible la Agricultura en las Provincias Vascongadas, y de las grandes ventajas que se podría lograr en todo el reyno observando las reglas de la antigua labranza". Hombre ilustrado, preocupado por mejorar la producción agraria, San Martín explicaba las virtudes de la agricultura vascocantábrica y proponía su exportación a Castilla, Extremadura y Andalucía.